# Selasphorus
Selasphorus é um gênero de aves apodiformes pertencente à família dos troquilídeos, que inclui os beija-flores. O gênero possui nove espécies, distribuídas desde o noroeste da América do Norte e o sul da América Central.

## Taxonomia
O género Selasphorus foi introduzido em 1832 pelo naturalista inglês William John Swainson para acomodar o colibri-ruivo, que agora é a espécie-tipo. O nome combina o grego antigo σέλας, selas, que significa "luz" ou "chama"; e -phorus que significa "levando".
O gênero contém as seguintes nove espécies:
- Selasphorus ardens (Salvin, 1865) — beija-flor-ardente, colibri-de-garganta-ardente
- Selasphorus calliope (Gould, 1847) — beija-flor-calíope, beija-flor-de-garganta-rajada, colibri-calíope
- Selasphorus ellioti (anteriormente em Atthis)  (Ridgway, 1878) — zumbidor-guatemalteco, colibri-de-elliot
- Selasphorus flammula (Salvin, 1865) — beija-flor-dos-vulcões, beija-flor-de-cauda-larga
- Selasphorus heloisa (anteriormente em Atthis) (Lesson & Delattre, 1839) — zumbidor-mexicano, colibri-de-heloísa
- Selasphorus platycercus  (Swainson, 1827) — beija-flor-de-cauda-larga, colibri-de-cauda-larga
- Selasphorus rufus (J.F.Gmelin, 1788) — beija-flor-ruivo, colibri-ruivo
- Selasphorus sasin  (Lesson, 1829) — beija-flor-de-dorso-verde, beija-flor-de-allen, colibri-de-allen
- Selasphorus scintilla (Gould, 1851) — beija-flor-cintilante, colibri-cintilante

O Selasphorus ellioti e o Selasphorus heloisa foram anteriormente colocados no gênero Atthis. Estudos filogenéticos moleculares publicados em 2014 e 2017 descobriram que Atthis estava embutido no Selasphorus. Os gêneros foram, portanto, fundidos e esses beija-flor foram movidos para Selasphorus.